# Nicola Rountree-Williams
Nicola Rountree-Williams (Princeton, 7 luglio 2002) è una sciatrice alpina statunitense.

## Biografia
Originaria di Tryon e attiva dall'agosto del 2018, in Nor-Am Cup la Rountree-Williams ha esordito il 10 dicembre dello stesso anno a Panorama in supergigante, senza completare la prova, e ha conquistato il primo podio il 15 dicembre 2021 in slalom gigante (3ª). Ha debuttato in Coppa del Mondo il 4 gennaio 2022 a Zagabria Sljeme in slalom speciale, senza completare la prova; non ha preso parte a rassegne olimpiche o iridate.

## Palmarès

### Nor-Am Cup
- Miglior piazzamento in classifica generale: 32ª nel 2020
- 1 podio:
  - 1 terzo posto

### Australia New Zealand Cup
- Miglior piazzamento in classifica generale: 23ª nel 2020
- 1 podio:
  - 1 terzo posto

### Far East Cup
- Miglior piazzamento in classifica generale: 20ª nel 2020
- 1 podio:
  - 1 secondo posto